# Simyra albovenosa
Simyra albovenosa là một loài bướm đêm thuộc họ Noctuidae. Nó được tìm thấy ở hầu hết châu Âu, phía đông into parts của châu Á.
Sải cánh dài 32–40 mm. Con trưởng thành bay vào two generations từ tháng 4 đến giữa tháng 9. Đôi khi có lứa thứ 3 vào tháng 10.
Ấu trùng ăn các loài Typha latifolia, Juncus, bao gồm (Juncus gerardii), Scirpus, Eleocharis palustris, Eriophorum, Elymus arenarius, Phalaris arundinacea, Phragmites communis, Festuca rubra, Festuca arundinacea, Salix, Rumex crispus, Filipendula ulmaria, Potentilla palustris, Angelica archangelica, Sonchus arvensis và Aster tripolium.

## Hình ảnh

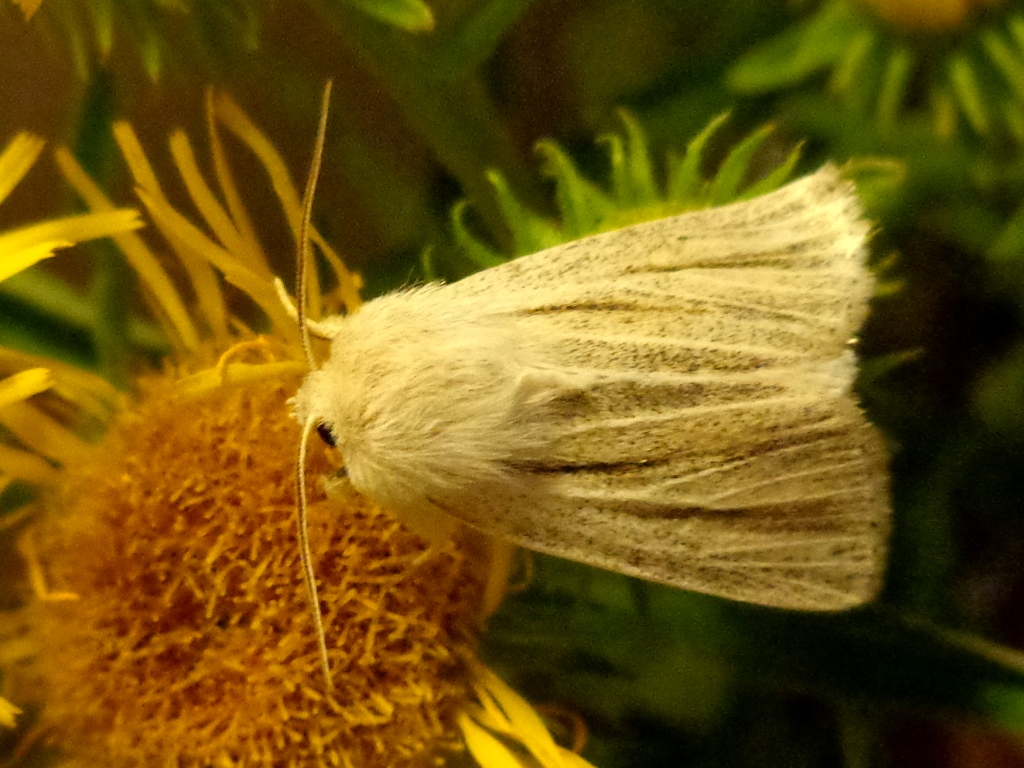